# Abacus
Pour les articles homonymes, voir Abacus (homonymie).
Abacus est un éditeur de jeux de société allemand.

## Quelques jeux édités par Abacus
- Uisge, 1984, Roland Siegers, Spiel des Jahres  plus beau jeu 1984
- Lines of Action, 1988, Claude Soucie
- Andromeda, 1991, Alan R. Moon
- En Garde ou Duell, 1993, Reiner Knizia
- Downtown, 1996, Bernhard Weber
- Husarengolf, 1997, Torsten Marold, Spiel des Jahres  jeu d'habileté 1997
- Mini Inkognito, 1997, Alex Randolph et Leo Colovini
- Mamma Mia!, 1998, Uwe Rosenberg
- Samarkand, 1998, Sid Sackson
- Hase und Igel, 2000, David Parlett, réédition de Le Lièvre et la Tortue (1974)
- Coloretto, 2003, Michael Schacht, Japan Boardgame Prize  débutants 2003
- Ricochet Robots, 2003 (réédition), Alex Randolph
- Das Spiel, 2004 (réédition), Reinhold Wittig, Spiel des Jahres  plus beau jeu 1980
- King Lui, 2003, Alan R. Moon et Aaron Weissblum
- Torres, 2005 (réédition), Wolfgang Kramer et Michael Kiesling, Spiel des Jahres  2000, Games Magazine Awards  2000
- California, 2006, Michael Schacht
- Nottingham, 2006, Uwe Rosenberg
- Zooloretto, 2007, Michael Schacht, Spiel des Jahres  2007